# Friedrich Ludwig zu Wied-Runkel

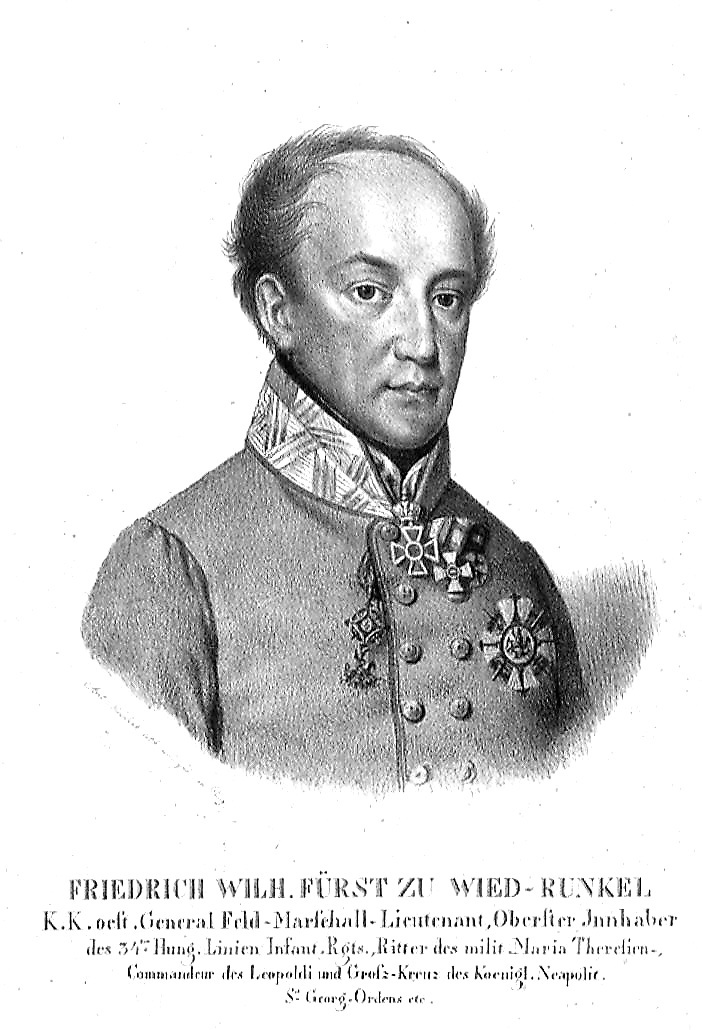
Friedrich Wilhelm zu Wied-Runkel (1770–1824)

Friedrich Ludwig zu Wied-Runkel (* 29. Januar 1770 in Dierdorf; † 28. April 1824 in Runkel) war ein deutscher Offizier. Er war Fürst zu Wied-Runkel, Graf zu Isenburg und Herr zu Runkel und Neuerburg sowie kaiserlich-österreichischer Feldmarschallleutnant.

## Leben

### Herkunft
Friedrich Ludwig zu Wied-Runkel war der Sohn des 1791 zum Fürsten aufgestiegenen Christian Ludwig zu Wied-Runkel (* 2. Mai 1732; † 31. Oktober 1791) und der Charlotte Amalia (Sophia) Augusta zu Sayn-Wittgenstein (* 14. Juli 1741; † 5. Juni 1803). Er folgte seinem  Bruder Fürst Karl Ludwig Friedrich Alexander (* 29. September 1763; † 9. März 1824) für einen Monat in der Regierung nach. Dann starb er.

### Ausbildung
In Dierdorf erhielt er die erste Erziehung. 1786 begann er in Straßburg zu studieren. 1790 wurde er durch den Erbstatthalter von Holland, Prinzen Oranien, in die Dienste der Republik berufen und als Hauptmann der Garde angestellt. 1792 zum Major befördert, nahm er im folgenden Jahr am Krieg der Niederlande gegen Frankreich teil und geriet dabei in Gefangenschaft.
Als Frankreich die Niederlande in die abhängige Batavische Republik verwandelt hatte, verließ der Prinz von Wied die Dienste der Niederlande und ging nach einem kurzen Aufenthalt im väterlichen Runkel nach Österreich, um im dortigen Kriegsdienst gegen Frankreich zu kämpfen.

### In Dienste Österreichs
Im August 1797 wurde er im kaiserlichen Infanterie-Regiment Nr. 21 als Hauptmann eingestellt. Im Feldzug von 1799 wurde er zum Wachtmeister, ein Jahr darauf im Infanterie-Regiment Nr. 15 zum Oberstleutnant befördert. Auf besondere Empfehlung des Erzherzogs Karl wurde er im Oktober 1804 im Übungslager bei Prag zum Obersten und Regiments-Kommandanten des Infanterie-Regiments Nr. 17 ernannt.
Der unglückliche Feldzug von 1805 brachte ihn mit der Kapitulation von Ulm für kurze Zeit nochmals in französische Kriegsgefangenschaft. Nach dem Frieden zurückgekehrt, wurde sein Regiment um Leitmeritz konzentriert und führte auch die Garnison der Festung Theresienstadt. Nach den Verträgen des Rheinbundes wurde auch das väterliche Fürstentum Wied-Runkel unter seinem Bruder Karl Ludwig Friedrich 1806 mediatisiert und dem neugeschaffenen Herzogtum Nassau zugeschlagen, der rechtslahnische Teil ins Großherzogtum Kleve und Berg eingegliedert.
Nach Ausbruch des Feldzuges von 1809 wurde der Prinz von Wied-Runkel am 12. Februar zum Generalmajor ernannt. Er erhielt eine Infanterie-Brigade zugewiesen, die aus drei Regimentern bestand und später mit drei Bataillonen mährischer Landwehr verstärkt wurde. Er kämpfte im Mai 1809 mit seinen Truppen unter Erzherzog Karl im Verband des II. Korps unter dem Fürsten von Hohenzollern-Hechingen.
In der Schlacht bei Aspern ergriff er bei einem Angriff persönlich die Fahne des Infanterie-Regiments Stuart und erhielt vom Erzherzog Karl noch auf dem Schlachtfeld das Ritterkreuz des Maria-Theresien-Ordens zuerkannt.
Als Baron Weber tödlich verwundet in Gefangenschaft geriet, erhielt der Prinz das Kommando der ganzen Division übertragen. In der Schlacht bei Wagram zeichnete er sich unter FML Siegenthal beim Sturm auf Paumersdorf aus und nahm danach auch an der Schlacht bei Znaim teil.
1810 wurde seine Brigade abwechselnd nach Kuttenberg und Pisek in Böhmen, später nach Kaschau in Oberungarn verlegt. In Kaschau führte er interim die Division des damaligen Erbprinzen von Hessen Homburg.
Der Beginn der Befreiungskriege brachte ihm am 26. Juli 1813 die Beförderung zum Feldmarschallleutnant und das Divisionskommando der Armee in Böhmen. Über Theresienstadt eilten seine Truppen nach Sachsen, um die Einschließung von Dresden am rechten Elb-Ufer zu vollziehen. Die ausgehungerte Besatzung von Dresden unter dem französischen Marschall Gouvion Saint-Cyr sah ihre Rettung Anfang November 1813 nur mehr dadurch, sich über die Straße nach Torgau durchzukämpfen und diese Festung, wie danach auch die abgeschnittenen Garnisonen von Wittenberg und Magdeburg, zu entsetzen.
General Mouton Graf von Lobau trat am 6. November mit seiner Division zum Durchbruch an. Auf der Fläche der Berge bei Vordorf, Weinsberg und Reichenberg wurden sie aber durch die Sicherungen des Prinzen von Wied nach heftigem Kampf hinter die Verschanzungen der Stadt zurückgedrängt und mussten darauf vor dem bei Dresden kommandierenden General Graf von Klenau kapitulieren.
Im Feldzug von 1814 rückte er an der Spitze der freigewordenen Division Wied-Runkel nach Lyon und nahm zwischen dem 18. und 20. März an den Gefechten bei Mâcon, La Verpilliere und Dardilly teil. Er erhielt dafür das Kommandeurkreuz des Leopolds-Ordens. Nach dem Pariser Frieden übernahm er die Division in Pilsen, kurz darauf die in Prag. Anfang 1815 wurde ihm das ungarische Infanterie-Regiment Davidovich Nr. 34 verliehen. Der Treuebruch des Königs von Neapel, Murat, berief seine Truppen im folgenden Monat nach Norditalien.
Nach dem erfolgreichen Feldzug gegen Neapel wurde dem Fürsten von Wied die Einschiffung der Truppen in Livorno anvertraut. In Vertretung des Kommandierenden Generals Baron Bianchi befehligte er den Vormarsch von dessen Korps durch das Piemont nach Frankreich.
Nach dem zweiten Pariser Frieden kehrte er nach Italien zurück, kommandierte zunächst in Verona, dann ein Truppenkorps im Raum Padua.
In dieser Friedenszeit widmete er sich neben den Waffenübungen vor allem dem Studium der italienischen Klassiker. Im September 1817 wurde er als Militärkommandant nach Dalmatien berufen und kehrte nach sechsmonatigem Aufenthalt nach Padua zurück. 1818 führte er  anstatt des erkrankten Feldzeugmeisters von Chasteler das Gouvernement von Venedig.
Nach Ausbruch des Aufstandes in Neapel im Frühjahr 1821 befehligte der Prinz eine Division unter General Frimont.
Seine Truppen rückten durch die Abruzzen über Rieti und L’Aquila vor und bekämpften die Insurgenten unter Guglielmo Pepe. Nach der vollständigen Besetzung des Königreichs beider Sizilien erhielt der Prinz in mehreren Provinzen die militärische Gewalt. Er befehligte in der Terra di Lavoro und Molise die festen Plätze Aquila, Civitella del Tianto, Pescara, die Festung Gaeta und hatte sein Hauptquartier zunächst in Capua, später in Sulmona, eingerichtet. Nach der Wiedereinsetzung König Ferdinands I. erhielt er das Großkreuz des neapolitanischen Militär-Verdienst-Ordens von San Georgio della Reunione.

### Kurzfristig Fürst und Tod
1823 nach Prag zurückgekehrt, übernahm er kurzfristig die Position als Kommandierender General in Böhmen. Im März 1824 verstarb sein Bruder Karl Ludwig Friedrich. Nachdem dessen Ehe mit Karoline Luise Friederike von Nassau-Weilburg (* 14. Februar 1770; † 8. Juli 1828) kinderlos geblieben war, sollte er im Fürstentum folgen. Der unerwartete Tod seines Bruders machte ihm zu schaffen, denn auch er selbst war unverheiratet und kinderlos. Am 20. April 1824 reiste er nach Runkel ab, schon bei seiner Ankunft erkrankt, verschied er am 28. April an einem folgenden Schlagfluss. Mit ihm endete die Linie Wied-Runkel, welche Graf Maximilian Heinrich von Wied am Ende des 17. Jahrhunderts begründet hatte. Die standesherrlichen Rechte an Stadt und Burg Runkel fielen an Johann August Karl zu Wied aus der Nebenlinie Wied-Neuwied (vormals Niedere Grafschaft).